# Кровельщик (фильм)
«Кровельщик» (англ. Roofman) — будущая американская криминальная драма режиссёра Дерека Сиенфрэнса. Главные роли в фильме исполнили Ченнинг Татум, Кирстен Данст, Бен Мендельсон, Питер Динклэйдж и Лакит Стэнфилд.
Премьера фильма запланирована на 3 октября 2025 года.

## Сюжет
Сюжет фильм представляет собой байопик о беглом грабителе Джеффри Манчестере, бывшем офицере резерва армии США, получившем известность как Roofman из-за его склонности воровать из филиалов сети ресторанов McDonald’s, проникая в их помещения через крышу, и избежавшем поимки полиции, спрятавшись на крыше магазина Toys «R» Us.

## В ролях
- Ченнинг Татум — Джеффри Манчестер
- Кирстен Данст — Ли Уэйнскотт
- Бен Мендельсон
- Питер Динклэйдж
- Узо Адуба
- Джуно Темпл
- Лакит Стэнфилд
- Мелони Диас
- Молли Прайс
- Лили Коллиас
- Эмори Коэн
- Тони Револори

## Производство
Проект был анонсирован в феврале 2024 года. Режиссёром станет Дерек Цианфранс по сценарию, который он написал вместе с Киртом Ганном. Дилан Селлерс и Крис Паркер стали продюсерами через компанию Limelight. Ченнинг Татум получил главную роль. Бен Мендельсон и Кирстен Данст присоединились к актёрскому составу в сентябре 2024 года. В октябре 2024 года компания Miramax приобрела права на прокат фильма, а её материнская компания Paramount Pictures будет осуществлять дистрибуцию от её имени в США и некоторых других странах. К актёрскому составу присоединились Питер Динклейдж, Узо Адуба, Джуно Темпл, ЛаКейт Стэнфилд, Молли Прайс, Мелони Диаз, Лили Коллиас, Эмори Коэн и Тони Револори.
Основные съёмки начались 24 октября 2024 года в Гастонии, Северная Каролина, и, как ожидается, завершатся в декабре.
Премьера фильма запланирована на 3 октября 2025 года.